# Viral (filme de 2016)
Viral é um filme estadunidense do gênero ficção científica e horror de 2016, dirigido por Ariel Schulman e Henry Joost a partir de um roteiro escrito por Christopher Landon e Barbara Marshall. Ele é estrelado por Sofia Black D'Elia, Analeigh Tipton, Travis Tope, Colson Baker e Michael Kelly.
O filme foi lançado em 29 de julho de 2016, por meio de vídeo sob demanda e lançamento limitado pela Dimension Films.

## Sinopse
Um vírus se espalha para a metade da população, uma mulher começa a gravar os acontecimentos enquanto eles estão em quarentena e protegem a sua irmã que está infectada pela doença.

## Elenco
- Analeigh Tipton como Stacey[1]
- Sofia Black D'Elia como Emma[1]
- Michael Kelly como Michael, pai de Emma[1]
- Travis Tope como Evan Klein[1]
- Machine Gun Kelly como CJ[1]
- Judyann Elder como Senhora Toomey[1]
- Brianne Howey como Tara[1]

## Produção
Em 29 de Abril de 2014, Analeigh Tipton foi anunciada para o papel Stacey, personagem principal do filme. Além disso, Ariel Schulman e Henry Joost foram anunciados como os diretores do filme, e Jason Blum da Blumhouse Productions como produtor do filme. Em 1 de maio de 2014, Sofia Black D'Elia foi escalada para o papel de Emma. Em 14 de maio de 2014, foi anunciado que Linzie Grey faria o papel de Gracie, a melhor amiga de Emma. Em 23 de maio de 2014, Michael Kelly integrou o elenco como pai da Emma.

## Lançamento
Em maio de 2015, a Dimension Films definiu a data de lançamento do filme para 19 de fevereiro de 2016. Em janeiro de 2016, o filme é retirado da agenda. Por fim, o filme foi lançado em 29 de julho de 2016, por meio de vídeo sob demanda antes de ser lançado em formatos de mídia caseira em 2 de agosto de 2016.

## Recepção
Por ter sido lançado apenas por vídeo demanda ou lançamento limitado, o filme adquiriu uma renda mundial de quinhentos e cinquenta e um mil, setecentos e sessenta dólares.
Viral foi recebido com críticas mistas. No website Rotten Tomatoes, o filme possui uma classificação de 60%, baseado em 11 revisões. Escrevendo para a revista Cairo 360, Marija Djurovic deu uma pontuação de 1,5 de 5 possíveis e escreveu em sua crítica que o filme é daqueles que faz o espectador desejar passar o "tempo fazendo algo mais interessante". Por outro lado, Pablo Scholz do jornal Diario Clarín escreveu que o filme oferece ao espectador o que ele pagou pela entrada. Considerando-o "muito divertido e assustador".